# C9-es busz (Nagykanizsa)
A nagykanizsai C9-es jelzésű autóbusz a Napraforgó tér és a Városkapu körút között közlekedik. A viszonylatot a Volánbusz üzemelteti.

## Útvonala
| Városkapu körút felé | Napraforgó tér felé |
| --- | --- |
| Napraforgó tér – Napraforgó tér – Űrhajós utca – Garay utca – Gábor Áron utca – Hevesi Sándor utca – Rózsa utca – Kazanlak körút – Zemplén Győző utca – Városkapu körút | Városkapu körút – Zemplén Győző utca – Kazanlak körút – Rózsa utca – Hevesi Sándor utca – Gábor Áron utca – Garay utca – Űrhajós utca – Napraforgó tér – Napraforgó tér |

## Megállóhelyei
| 0  | Napraforgó tér                 | 10 | 8, 8Y, 20, 20Y, 21, 21E, 21Y, C5, C7, C91 | General Electric Hungary Zrt.                |
| 4  | 7-es főút - Petőfi utcai sarok | 6  |                                           |                                              |
| 7  | Szolgáltatóház                 | ∫  | 4, 6A, 6C, 14, 14C, 14Y, C91              | Hevesi Óvoda, Hevesi Sándor Általános Iskola |
| 8  | Rózsa utca                     | 2  | 4, 6, 6A, 6C, 14, 14C, 14Y, C33, C91      | Hevesi Óvoda                                 |
| 10 | Városkapu körút                | 0  | 4, 6, 6A, 6C, 14, 14C, 14Y, C3, C33, C91  |                                              |